# Cerveno
Cerveno är en ort och kommun i provinsen Brescia i regionen Lombardiet i Italien. Kommunen hade 669 invånare (2018).